# Herbert Howells
Herbert Howells (Lydney, Gloucestershire, 17 oktober 1892 – Londen, 23 februari 1983) was een Brits organist en componist van voornamelijk kerkmuziek.

## Leven
Howells toonde al vroeg muzikale begaafdheid. Hij kreeg muzieklessen van Herbert Brewer in de kathedraal van Gloucester, en daarnaast orgelles van Ivor Gurney en Ivor Novello. Hij voltooide zijn muziekstudie aan het Royal College of Music te Londen bij Charles Villiers Stanford, Charles Hubert Parry en Charles Wood.
In 1915 werd bij Howells de ziekte van Graves geconstateerd, een ernstige schildklierafwijking. Hij werd hiervoor als eerste Britse patiënt behandeld met stralingstherapie. Door zijn ziekbed kwam hij niet als militair in actie tijdens de Eerste Wereldoorlog. In 1917 was hij korte tijd organist van de kathedraal van Salisbury. Aan het Royal College of Music kreeg hij in 1920 een aanstelling als docent. Met Robert Runciman Terry die verbonden was aan de kathedraal van Westminster, werkte hij aan de heruitgave van Latijnse kerkmuziek uit het Tudortijdperk. In 1935 was de dood van zijn negenjarige zoon Michael een grote schok voor Howells. Tijdens de Tweede Wereldoorlog viel Howells in als organist van St. Johns' College te Cambridge. Howells' composities en zijn werkzaamheden als docent en examinator, maakten hem tot een gerespecteerd persoon in de Britse muziekwereld. Hij ontving onder andere een eredoctoraat van de universiteit van Cambridge.

## Wereldlijke composities
Howells schreef orkestwerken en kamermuziek, waaronder een pianokwartet. De afwijzende reacties op zijn tweede pianoconcert brachten zijn scheppende activiteiten bijna tien jaar tot stilstand. Na de dood van zijn zoon Michael schreef hij Hymnus Paradisi voor koor en orkest, maar dit werk werd pas in 1950 op aandringen van zijn vriend en mentor Ralph Vaughan Williams voor het eerst uitgevoerd. Het eerste deel van zijn werk Pageantry voor brassband klonk in een orkestrale versie in 1937 bij de kroning van koning George VI. De Missa Sabrinensis, een opdracht van de kathedraal van Salisbury, is geschreven voor groot koor en symfonieorkest. An English Mass is voor kleinere bezetting geschreven en volgt de liturgie van de Anglicaanse Kerk. Howells componeerde ook liederen.

## Kerkmuziek
Howells' bekendheid berust vooral op zijn kerkmuziek. Hij schreef in opdracht van vele kathedralen en koren zo'n twintig zettingen van het Magnificat en Nunc dimittis voor de evensong, de anglicaanse vespers. Deze zogeheten services heetten dan ook bijvoorbeeld Gloucester Service en St Pauls' Service (voor de Londense St Pauls'). Voor Kings' College Cambridge schreef hij de muziek voor een communieviering, Collegium Regale. Voor de morning prayers, het anglicaanse getijdengebed in de ochtend schreef hij verschillende Te Deums en Jubilate's (Psalm 96). Van zijn anthems zijn met name Like as the hart (naar Psalm 42) en Take him, earth, for cherishing bekend. Dit laatste werk schreef hij in 1963 voor de uitvaart van de vermoorde Amerikaanse president John Fitzgerald Kennedy. Howells' Requiem voor koor a capella kwam al vóór de tragische dood van zijn zoon Michael tot stand, maar bleef tot 1981 onuitgevoerd; Howells koos hiervoor net als Johannes Brahms zelf de bijbelteksten. Het Stabat Mater van Howells is een van de langste composities op deze tekst. Daarnaast schreef hij ook een aantal composities voor orgel.
- Bibsys: 2024397
- Bibliothèque nationale de France: cb13895366s (data)
- CiNii: DA11438105
- Gemeinsame Normdatei: 119339064
- International Standard Name Identifier: 0000 0001 2026 671X
- Library of Congress Control Number: n81131531
- Nationale Bibliotheek van Letland: 000088519
- MusicBrainz: 17987101-f6c0-49e0-879e-fb3817fc8cbf
- Nationale Bibliotheek van Tsjechië: mzk2011635947
- Nationale bibliotheek van Australië: 35777049
- Nationale Bibliotheek van Israël: 987007569891805171
- Nederlandse Thesaurus van Auteursnamen: 071567143
- Réseau des bibliothèques de Suisse occidentale: 02-A003385923
- SNAC: w62n9pvw
- Système universitaire de documentation: 147540801
- Trove: 1082405
- Virtual International Authority File: 59269800
- WorldCat: E39PBJbRjQQCPXHFprdMFqk4bd